# Sara Dallin
Sara Elizabeth Dallin (Bristol, Reino Unido, 17 de diciembre de 1961) es una cantante y compositora inglesa del grupo Bananarama. Ella cofundó el grupo con Siobhan Fahey y Keren Woodward en 1979, y ha sido decisiva en la longevidad del grupo, a pesar de los cambios de componentes. Ocasionalmente, Dallin interpreta a la guitarra.
Sara conoció a Keren Woodward estudiando en la Grammar School de Bristol, antes de marchar a Londres en la adolescencia.
Dallin es de ascendencia inglesa, francesa e irlandesa. Estudió periodismo en el London College of Fashion en 1980-81. Formó el grupo Bananarama con Keren Woodward, su amiga de la infancia, y Siobhan Fahey, a quien conoció en la universidad. En 1980, Dallin y Woodward conocieron a Paul Cook, exmiembro de los Sex Pistols, en un club y se hicieron rápidamente amigos. Hicieron coros para el nuevo grupo de él y Steve Jones, The Professionals, y tuvieron su primer contacto con el negocio de la música, grabando maquetas en la famosa Denmark Street.
Dallin dio a luz a una niña a finales de 1991.
Ella es apasionada de la música, el baile, la moda, el deporte y el teatro.[cita requerida]